# Protestes després de la mort de Mahsa Amini
Les protestes després de la mort de Mahsa Amini són una sèrie de protestes i disturbis civils en curs contra el govern de l'Iran que van començar a Teheran el 16 de setembre de 2022. Les protestes van començar com una reacció a la mort de Mahsa Amini, una dona iraniana de 22 anys que va morir mentre estava sota custòdia policial. Segons testimonis presencials, va ser colpejada per la Patrulla d'orientació, la "policia moral" islàmica de l'Iran, que la va acusar de portar un hijab "inadequat" en violació de la llei obligatòria del hijab de l'Iran. La policia iraniana va negar que Amini fos colpejada mentre estava detinguda.
Les protestes van començar hores després de la seva mort a Teheran. Les protestes van començar primer a l'hospital on Amini havia estat ingressada i després es van estendre ràpidament a altres ciutats, primer a la província natal d'Amini, el Kurdistan, incloses a Saqqez, Sanandaj, Divandarreh, Baneh i Bijar. En resposta a aquestes manifestacions, a partir del 19 de setembre, el govern iranià va imposar tancaments regionals d'accés a internet. A mesura que van créixer les protestes, es va imposar una tancada general d'internet juntament amb restriccions a les xarxes socials.
Almenys 551 persones, entre elles 68 menors van morir com a conseqüència de la intervenció del govern a les protestes. Abans del febrer de 2023, quan la majoria van ser indultades, s'estima que 19.262 van ser arrestats en almenys 134 ciutats i pobles i 132 universitats, convertint-les en les més mortíferes des de les protestes iranianes de 2019-2020 que van acabar amb 1.500 morts. La resposta del govern a les protestes ha rebut una condemna general, i el Departament del Tresor dels Estats Units ha sancionat la patrulla d'orientació i diversos oficials iranians.

## Context
Les protestes iranianes contra l'hiyab obligatori van començar el 2017. Mahsa Amini era una dona kurda iraniana de 22 anys que va ser arrestada per la Patrulla d'Orientació el 14 de setembre de 2022 a causa de portar un «hiyab inadequat». La policia va ser acusada d'haver-la colpejat i de causar-li una ferida mortal al cap; la mort d'Amini fou declarada el 16 de setembre. Després del seu funeral, es van celebrar protestes a diferents parts de l'Iran. Més tard es va convocar una vaga nacional des de la província del Kurdistan a Teheran el 18 de setembre. Els partits del Kurdistan iranià i els activistes civils i polítics del Kurdistan van declarar dilluns dia de vaga general.

## Boicots civils
Molts estudiants han boicotejat l'assistència a escoles i universitats, presencials o virtuals. El curs escolar a l'Iran comença el 22 de setembre. Com a conseqüència directa dels disturbis a tot el país, les universitats i escoles van declarar que l'agenda presencial s'havia aturat i els plans d'estudis es realitzaran en línia fins a l'octubre de 2022. Amb l'accés a Internet denegat al públic, no està gens clar com funcionaran les escoles.
De la mateixa manera, molts professors i professors han declarat el seu suport al moviment, i han boicotejat la seva docència com a resposta.
- Ammar Ashoori, professora de la Facultat d'Arts i Arquitectura de la Universitat Islàmica Azad, es va solidaritzar amb les protestes. Se la va amenaçar amb la retirada de les seves publicacions de suport a les protestes a les xarxes socials per part del degà de la Facultat de Lletres, i que se la deixaria sense docència, a la qual cosa va respondre renunciant en protesta per aquest atac al seu dret a la llibertat d'expressió.[15]

- Mehdi Mokhtari, un exprofessor associat i membre del comitè de ciències de la Universitat de Teheran, va declarar que detestava l'hiyab obligatori i les accions contra els homes i les dones que protesten pel seu dret a la llibertat d'elecció.[16]

- El reconegut director, productor, actor i cineasta iranià Mehran Modiri es va solidaritzar amb el moviment popular i va declarar el boicot a l'IRIB i els va advertir que no mostrés ni un fotograma de Dorehami, un espectacle que havia dirigit, des dels mitjans estatals.[17]

- En un acte de desobediència civil i en solidaritat amb la memòria de Mahsa, l'actriu iraniana Maryam Palizban es va treure el vel.[18]

- La presentadora de ràdio de l'IRIB, Marzieh Sadaei, va boicotejar el seu servei al règim i va dimitir a favor de "la pau, la justícia i la democràcia".[19]

- L'actor i presentador iranià Soroush Sehat va donar suport al moviment popular en una publicació a Instagram, deixant clar que no tenia por de cap conseqüència i que res és més important a perdre que les vides que s'estan perdent.[20]

## Dimissions
En protesta per l'opressió del règim dirigida a les dones, Sajjad Esteki va renunciar a jugar a la selecció nacional d'handbol sota la bandera de la República Islàmica. De la mateixa manera, l'esgrimista olímpic Mojtaba Abedini va renunciar a esgrimir per la República Islàmica.

## Eslògans

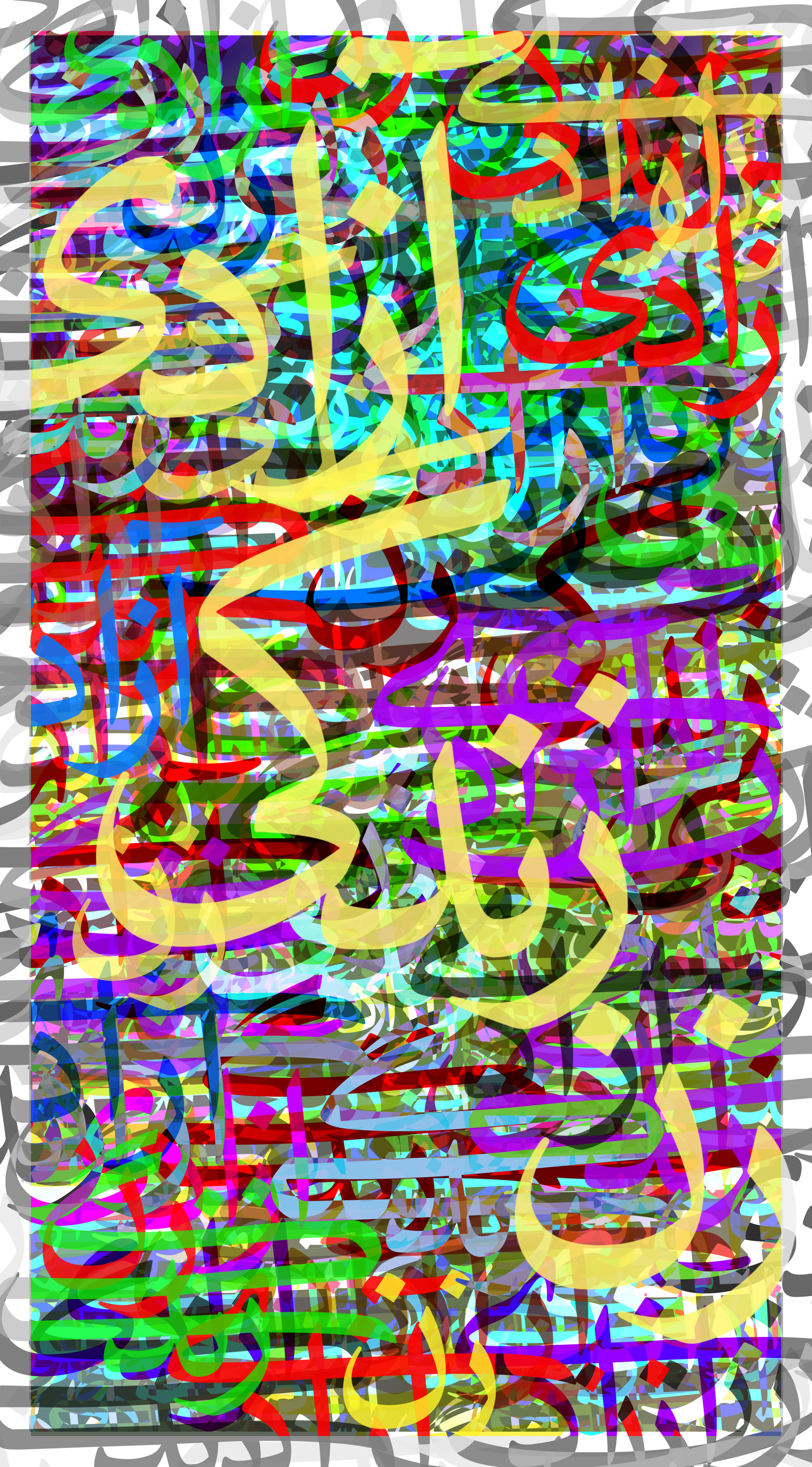
"Dona, vida, llibertat"; Un dels principals eslògans dels manifestants

Els manifestants han emprat una varietat de consignes i pancartes en aquestes protestes, que critiquen directament el govern de la República Islàmica de l'Iran i el seu líder, Khamenei. Els manifestants han mostrat una forta oposició als actes de violació dels drets humans perpetrats per la Patrulla d'Orientació de l'Iran en particular. "Dona, vida, llibertat" (persa: زن، زندگی، آزادی , kurd: ژن، ژیان، ئازادی ) és un lema popular de les protestes.

## Víctimes
Segons Iran Human Rights, fins al 25 de setembre, almenys 54 persones havien estat assassinades, juntament amb centenars de dones detingudes i maltractades per les autoritats. El nom i la data de l'assassinat es mostra quan sigui possible.
| Ciutat            | Morts | Nom(s)                                                                           | Data           | Detalls |
| ----------------- | ----- | -------------------------------------------------------------------------------- | -------------- | --- |
| Amol              | 11    | Erfan Rezai (21), Ghazaleh Chelavi                                               | 22 de setembre | [ 27 ] [ 28 ] |
| Babol             | 6     |                                                                                  |                | |
| Divandarre        | 2     | Fouad Qadimi, Mohsen Mohammadi                                                   | 20 de setembre | El Grup de Drets Humans de l'Iran informa de dues morts mentre que altres fonts en informen quatre.                                                          |
| Sakkiz            | 1     | Fereydoun Mahmoudi                                                               |                | [ 30 ] |
| Dehgolan          | 1     | Reza Lotfi                                                                       | 20 de setembre | [ 31 ] |
| Mahabad           | 1     |                                                                                  |                | |
| Urmia             | 3     | Farjad Darvishi, Abdollah Mohammad pobre, Danesh Rahnama                         | 21 de setembre | [ 32 ] |
| Karaj             | 1     | Hadis Najafi                                                                     | 24 de setembre | Hadis Najafi, que va participar en l'acció de protesta a la ciutat de Karaj, va morir a l'acte després de rebre 6 ferides de bala al pit, la cara i el coll. |
| Piranxahr         | 1     | Zakaria Khyal                                                                    | 21 de setembre | Vídeo que mostra la seva mare cantant una cançó de bressol kurda a la seva tomba, titllant-lo de "màrtir".                                                   |
| Kermansah         | 2     | Minoo Majidi (55)                                                                | 22 de setembre | [ 36 ] [ 37 ] |
| Ushnu             | 4     | Amin Marefat (16), Milan Haqiqi (21), Sadreddin Litani (27), Danesh Rahnama (25) | 22 de setembre | [ 38 ] |
| Kutxan            | 1     | Ali Mozaffari                                                                    | 22 de setembre | Jugador de l'equip de voleibol Saipa |
| Bandar-e Anzali   | 1     |                                                                                  |                | |
| Nowshahr          | 1     | Hananeh Kia                                                                      | 21 de setembre | Els agents de seguretat els van disparar. |
| Ilam              | 1     | Mohsen Qeysari                                                                   | 21 de setembre | [ 42 ] |
| Tabriz            | 1     |                                                                                  |                | |
| Raixt             | 1     | Maziar Salmanian                                                                 | 21 de setembre | Mort per bales policials directes. |
| Eslamabad-e Gharb | 2     | Amir Fooladi (15), Saeid Mohammadi (21)                                          | 22 de setembre | [ 44 ] |
| Dehdasht          | 2     | Pedram Azarnoosh, Mehrdad Behnam Asl                                             | 22 de setembre | |
| Fooladshahr       | 1     | Mahsa Mogoei                                                                     | 23 de setembre | |
| Total             | 44    |                                                                                  |                | |

## Apagades d'Internet
Facebook, Twitter, TikTok i Telegram ja havien estat blocades pel govern abans de les protestes. A partir del 19 de setembre de 2022, el govern iranià va tallar inicialment l'accés a Internet en l'àmbit regional, per tal d'evitar que les imatges i els vídeos de les protestes arribessin a una audiència mundial i per dissuadir els manifestants d'organitzar-se de manera efectiva, bloquejant els canals populars de xarxes socials Instagram i WhatsApp a les ciutats de Saqqez i Sanandaj durant uns dies. Amb la propagació de les manifestacions per més de 80 ciutats del país, el govern de la República Islàmica va tancar tota Internet del país i va restringir severament les xarxes mòbils. Segons el grup de monitoratge d'Internet Netblocks, aquestes són "les restriccions d'Internet més severes des de la massacre del novembre de 2019", quan durant les protestes iranianes del 2019 al 2020, Internet es va tancar completament durant una setmana i 1.500 manifestants van ser assassinats per les forces governamentals.
Instagram i WhatsApp es van bloquejar a tot el país a partir del 21 de setembre de 2022. Els mitjans estatals iranians van afirmar que les restriccions imposades es s'havien pres per «seguretat nacional». A Twitter, la plataforma de missatgeria WhatsApp va declarar que estava treballant per mantenir connectats els usuaris iranians i que no bloquejarien els números de telèfon iranians. No obstant això, diversos grups de monitoratge van documentar talls de connectivitat, que afectaven els operadors mòbils més grans de l'Iran, amb un "patró d'interrupcions d'estil de toc de queda" que dura 12 hores alhora. També es va informar que s'estaven filtrant els missatges de text i que les comunicacions que mencionen el nom de Mahsa Amini estaven bloquejades i no arribaven al destinatari.
Malgrat els talls d'Internet a tot el país, alguns vídeos dels esdeveniments van seguir sortint del país. Un grup reduït de persones tant de dins com de fora de l'Iran gestiona el compte d'Instagram 1500tasvir, que té més de 450.000 seguidors. El grup afirmava que rebien més de 1.000 vídeos cada dia i publicaven desenes d'aquests vídeos diàriament, i també publicaven vídeos al seu compte de Twitter. Un membre de l'equip de 1500tasvir va assenyalar que l'impacte dels tancaments d'Internet pot ser extraordinari i tenir un impacte negatiu en les protestes.
En resposta als talls d'Internet a l'Iran, Signal, l'aplicació de missatgeria xifrada d'extrem a extrem, ha demanat l'ajuda d'experts en tecnologia per ajudar els iranians a eludir el bloqueig digital. L'organització que desenvolupa l'aplicació ha demanat a voluntaris internacionals que executin servidors intermediaris perquè la gent de l'Iran es pugui comunicar de manera segura. En una publicació al bloc publicada el 22 de setembre, el CEO de Signal va detallar instruccions pas a pas i ha demanat una campanya d'etiquetes de Twitter per promoure l'esforç. Signal també va publicar documents d'ajuda en llengua persa per als usuaris de l'Iran.
A partir del 24 de setembre, l'accés a Skype es va bloquejar.

## Sancions
El 22 de setembre de 2022, el Departament del Tresor dels Estats Units va anunciar sancions contra la Patrulla d'orientació i set alts dirigents de diverses organitzacions de seguretat de l'Iran, "per violència contra els manifestants i la mort de Mahsa Amini". Aquests inclouen Mohammad Rostami Cheshmeh Gachi, cap de la Policia de Moral de l'Iran, i Kioumars Heidari, comandant de la força terrestre de l'exèrcit iranià, a més del ministre d'Intel·ligència iranià Esmail Khatib, Haj Ahmad Mirzaei, cap de la divisió de la Policia de Moral de Teheran, Salar Abnoush, comandant adjunt de la milícia Basij, i dos comandants de les forces de l'ordre, Manouchehr Amanollahi i Qasem Rezaei de la LEF a Chaharmahal i la província de Bakhtiari a l'Iran. Les sancions implicarien bloquejar qualsevol propietat o interessos en propietats dins la jurisdicció dels EUA i informar-ne al Tresor dels EUA. S'imposarien sancions a les parts que facilitin transaccions o serveis a les entitats sancionades.

## Biografia
- Kim Amor. Iran, la revolta del hijab. Dins Sàpiens núm. 252. Març 2013